# 切通駅
切通駅（きりどおしえき）は、岐阜県岐阜市切通二丁目にある名古屋鉄道各務原線の駅である。駅番号はKG14。manacaが利用できる。

## 歴史
- 1926年（大正15年）1月21日 - 各務原鉄道の駅として開業。
- 1935年（昭和10年）
  - 3月28日 - 各務原鉄道が名岐鉄道に合併され、同社の駅となる。
  - 8月1日 - 名岐鉄道が名古屋鉄道に合併され、同社の駅となる。
- 1967年（昭和42年）2月16日 - 無人化[1]。
- 1985年（昭和60年）3月14日 - 急行停車駅となる。
- 1996年（平成8年）4月1日 - 駅舎を新設し、有人駅となる[2]。
- 2006年（平成18年）12月12日 - 駅集中管理システムの導入により再度無人化[3]。トランパス導入。
- 2011年（平成23年）2月11日 - ICカード乗車券「manaca」供用開始。
- 2012年（平成24年）2月29日 - トランパス供用終了。

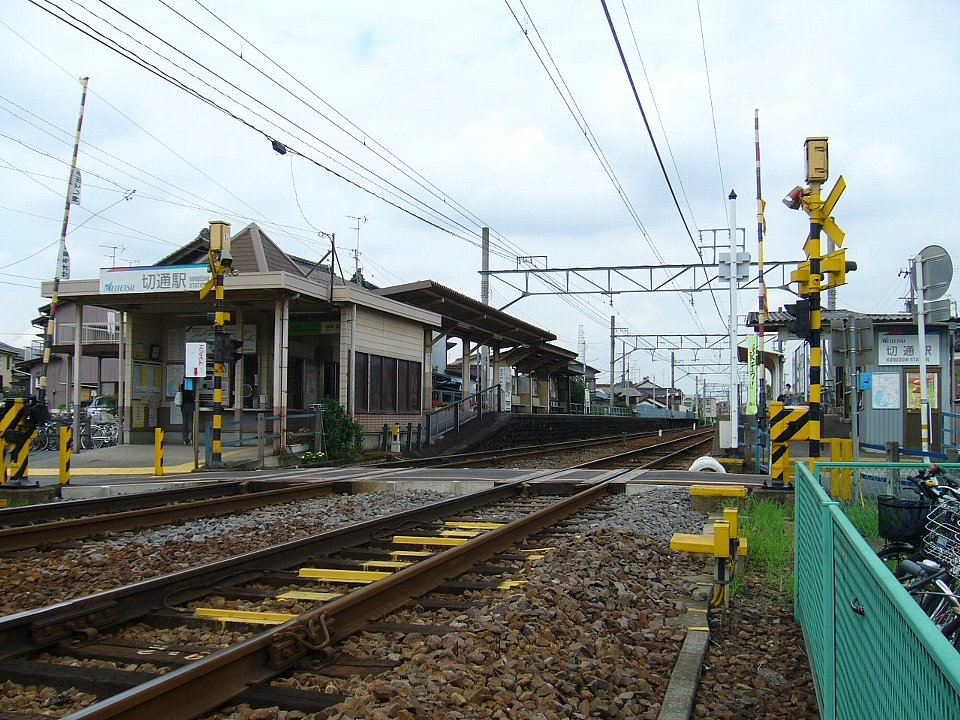
トランパス導入前の切通駅（2006年）

## 駅構造
6両編成対応の2面2線の相対式ホームを持つ地上駅。駅集中管理システムが導入された無人駅（管理駅は名鉄岐阜駅）である。改札口は各ホームの新鵜沼寄りにあり、付近には自動券売機（通勤manaca定期券（新規・継続）および通学manaca定期券（継続のみ）の購入も可能。ただし、名鉄ミューズカードでの決済は7:00～22:00の間に限られる。）と自動精算機（ICカードのチャージ等も可能）を1台ずつ備えている。また、2番ホームの改札内（自動精算機の右横）にはトイレがある。
1996年に一時有人化され、その際に木造平家建ての駅舎が建設された。しかし2006年の駅集中管理システム導入により再び無人化されている。

### のりば
| 番線 | 路線        | 方向 | 行先         |
| ---- | ----------- | ---- | ------------ |
| 1    | KG 各務原線 | 上り | 犬山方面     |
| 2    | KG 各務原線 | 下り | 名鉄岐阜ゆき |

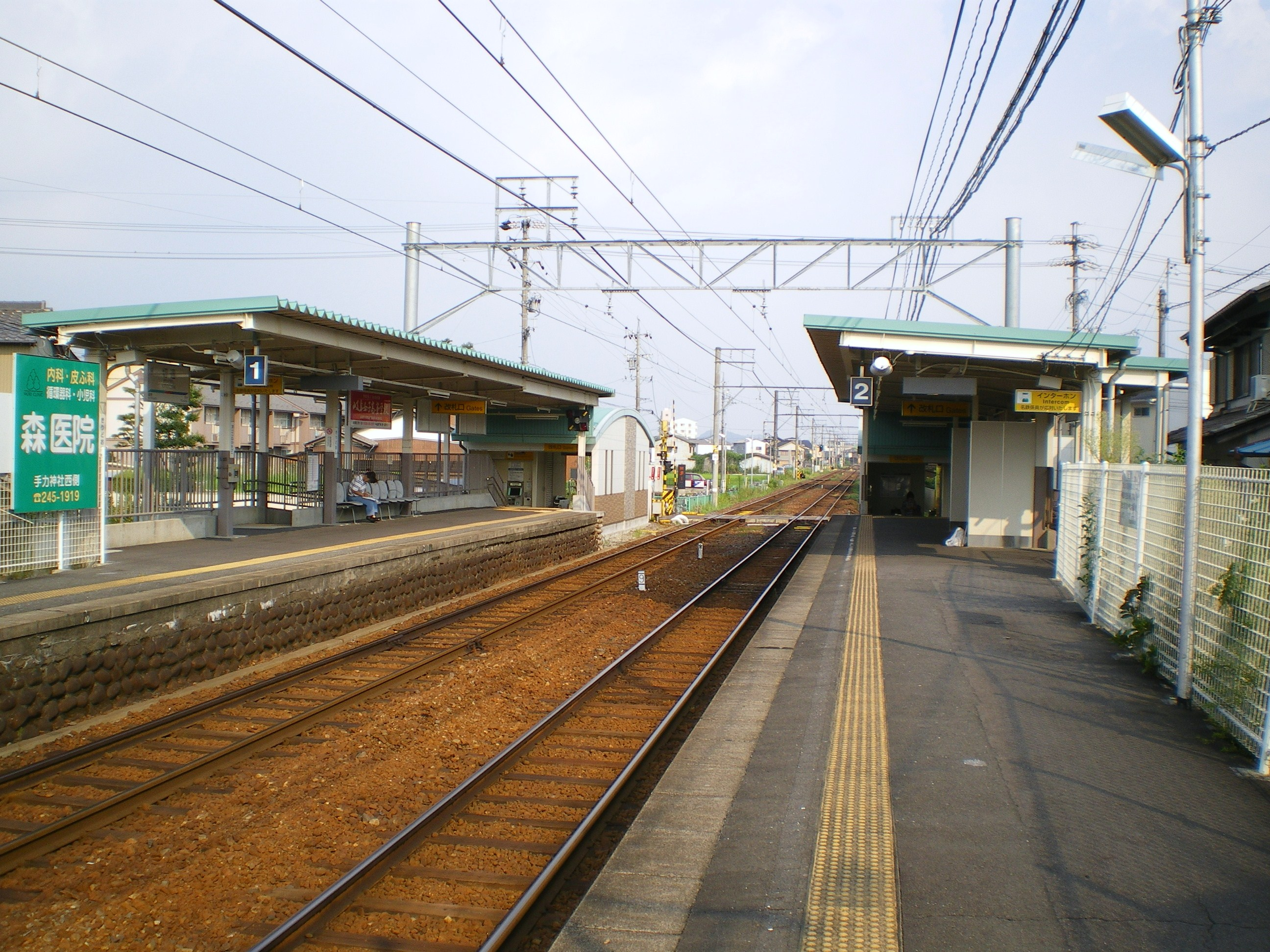
ホーム
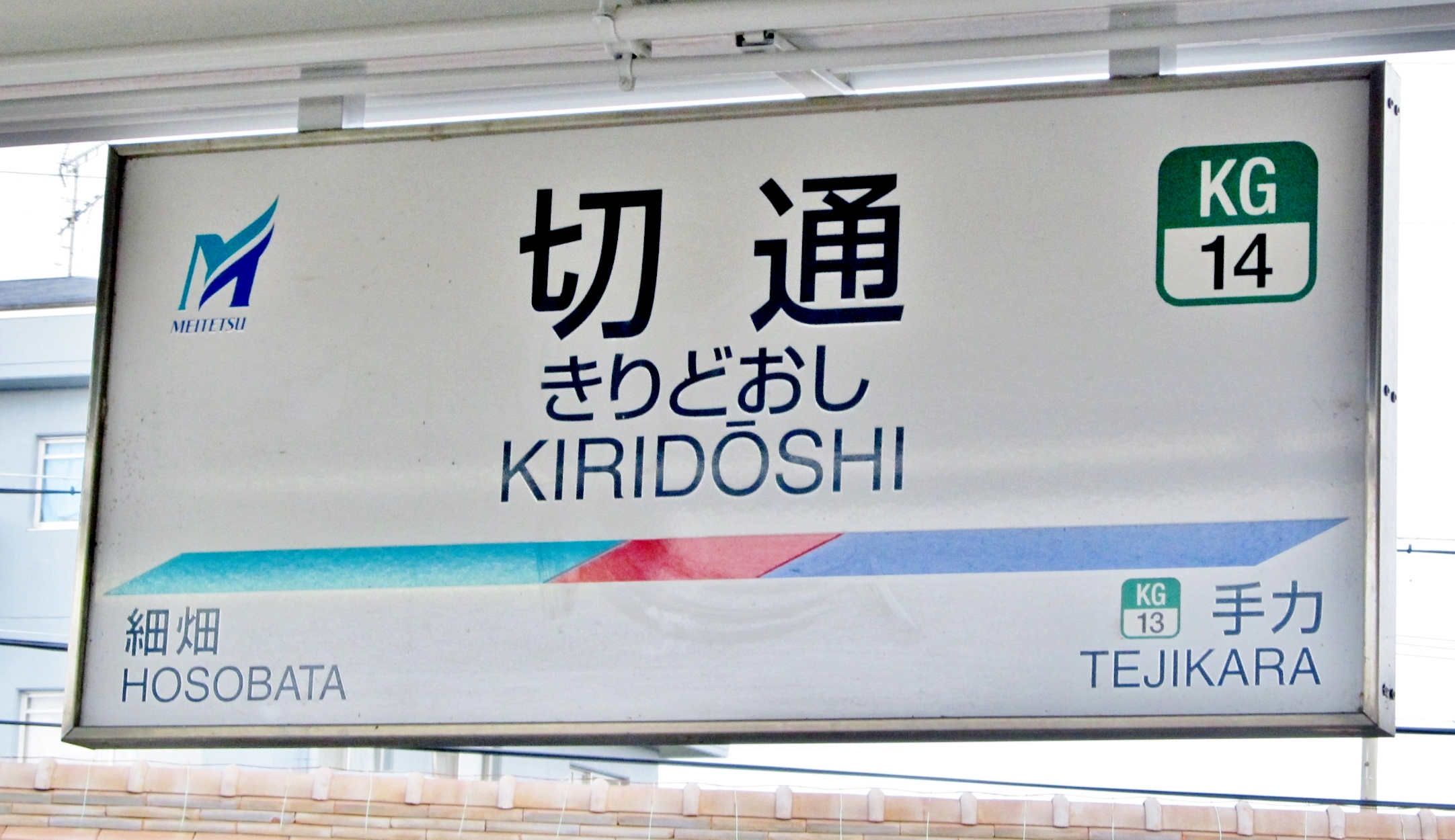
駅名標

### 配線図
| ← 岐阜方面 | 切通駅 構内配線略図 | → 新那加・ 名古屋方面 |
| 凡例 出典: |                     |                       |

## 利用状況
- 『名鉄120年：近20年のあゆみ』によると2013年度当時の1日平均乗降人員は1,587人であり、この値は名鉄全駅（275駅）中191位、各務原線（18駅）中10位であった[8]。
- 『名古屋鉄道百年史』によると1992年度当時の1日平均乗降人員は3,167人であり、この値は岐阜市内線均一運賃区間内各駅（岐阜市内線・田神線・美濃町線徹明町駅 - 琴塚駅間）を除く名鉄全駅（342駅）中133位、各務原線（18駅）中8位であった[9]。

名鉄社史および移動等円滑化取組報告書による一日平均乗降人員の推移は以下の通りである。
| 年度               | 一日平均 乗降人員 | 備考   |
| ------------------ | ----------------- | ------ |
| 1992（平成04）年度 | 3167              | [ 9 ]  |
| …                  |                   |        |
| 2013（平成25）年度 | 1587              | [ 8 ]  |
| …                  |                   |        |
| 2019（令和元）年度 | 1628              | [ 10 ] |
| 2020（令和02）年度 | 1302              | [ 11 ] |
| 2021（令和03）年度 | 1386              | [ 12 ] |

## 駅周辺
- 岐阜市の長森コミュニティセンター（ふれあい保健センター、図書館分館等）
- 岐阜市立長森南小学校
- 岐阜市立長森南中学校
- 岐阜女子高等学校
- 岐阜県総合医療センター（旧県立岐阜病院）
- スーパーマーケットバロー北一色店

## バス路線
駅の北側に373バス（岐阜市コミュニティバス）の「後藤クリニック」バス停が、南西に「伊豆神社前」バス停がある。
後藤クリニック
- 県総合医療センター方面
- 長森駅、イオン各務原店方面

伊豆神社前
- 県総合医療センター方面
- イオン各務原店方面

## 隣の駅
名古屋鉄道
KG 各務原線
■普通
細畑駅（KG15） - 切通駅（KG14） - 手力駅（KG13）